# Nudiclava monocanthi
Nudiclava monocanthi är en nässeldjursart som beskrevs av Lloyd 1907. Nudiclava monocanthi ingår i släktet Nudiclava och familjen Pandeidae. Inga underarter finns listade i Catalogue of Life.